# Russie aux Jeux olympiques d'été de 2000
La Russie participe aux Jeux olympiques d'été de 2000 à Sydney en Australie. Elle y remporte 89 médailles : 32 en or, 28 en argent et 29 en bronze, se situant à la deuxième place des nations au tableau des médailles. Le joueur de handball Andreï Lavrov est le porte-drapeau d'une délégation russe comptant 435 sportifs (241 hommes et 194 femmes). Il remporte à cette occasion son troisième titre olympique (record de la discipline) après ceux obtenus sous l'égide de l'Union soviétique en 1988, puis de l'Équipe unifiée en 1992

## Médaillés

### Médailles d'or
| Sport                  | Discipline                                | Athlète(s) | Performance                              | Date         |
| Médailles d'or : 32    |                                           | |                                          |              |
| Athlétisme             | Saut en hauteur masculin                  | Sergey Klyugin | 2,35 m                                   | 24 septembre |
| Athlétisme             | 400 m haies féminin                       | Irina Privalova | 53 s 02                                  | 28 septembre |
| Athlétisme             | Saut en hauteur féminin                   | Yelena Yelesina | 2,01 m                                   | 30 septembre |
| Boxe                   | Poids welters                             | Oleg Saitov | victoire contre Dotsenko                 | 30 septembre |
| Boxe                   | Poids mi-lourds                           | Aleksandr Lebziak | victoire contre Kraj                     | 1er octobre  |
| Cyclisme sur route     | Contre la montre masculin                 | Viatcheslav Ekimov | 57 s 40                                  | 30 septembre |
| Escrime                | Épée individuelle masculine               | Pavel Kolobkov | Victoire 15 - 12 contre Obry             | 16 septembre |
| Escrime                | Épée par équipes féminine                 | Karina Aznavourian Oksana Iermakova Tatiana Logounova Maria Mazina | Victoire 45 - 35 contre la Suisse        | 19 septembre |
| Escrime                | Sabre par équipes masculin                | Sergey Sharikov Aleksey Dyachenko Aleksey Frosin Stanislav Pozdniakov | Victoire 45 - 32 contre la France        | 24 septembre |
| Gymnastique artistique | Concours général individuel hommes        | Aleksey Nemov | 58,474 pts                               | 20 septembre |
| Gymnastique artistique | Saut de cheval femmes                     | Elena Zamolodchikova | 9,731 pts                                | 24 septembre |
| Gymnastique artistique | Barres asymétriques femmes                | Svetlana Khorkina | 9,862 pts                                | 24 septembre |
| Gymnastique artistique | Sol femmes                                | Elena Zamolodchikova | 9,850 pts                                | 25 septembre |
| Gymnastique artistique | barre fixe hommes                         | Aleksey Nemov | 9,787 pts                                | 25 septembre |
| Gymnastique rythmique  | Épreuve par équipes                       | Irina Belova Yelena Tchalamova Natalia Lavrova Maria Netessova Vera Chimanskaïa Irina Zilber | 39,500 pts                               | 30 septembre |
| Gymnastique rythmique  | Épreuve individuelle                      | Ioulia Barsoukova | 39,632 pts                               | 1er octobre  |
| Handball               | Tournoi masculin de handball              | Dimitri Filippov Viatcheslav Gorpichine Oleg Khodkov Edouard Kokcharov Denis Krivochlikov Vassili Koudinov Stanislav Koulintchenko Dimitri Kouzelev Andreï Lavrov Igor Lavrov Sergueï Pogorelov Pavel Soukossian Dimitri Torgovanov Alexandre Toutchkine Lev Voronine | Victoire 28 - 26 contre la Suède         | 30 septembre |
| Lutte                  | Moins de 63 kg hommes                     | Varteres Samurgashev | Victoire 3-0 contre Marén                | 26 septembre |
| Lutte                  | Moins de 76 kg hommes                     | Murat Kardanov | Victoire 3-0 contre Lindland             | 26 septembre |
| Lutte                  | Moins de 63 kg hommes                     | Murad Umakhanov | Victoire 3-2 contre Barzakov             | 30 septembre |
| Lutte                  | Moins de 97 kg hommes                     | Sagid Murtazaliev | Victoire 6-0 contre Bayramukov           | 30 septembre |
| Lutte                  | Moins de 85 kg hommes                     | Adam Saytiev | Victoire 7-1 contre Romero               | 1er octobre  |
| Lutte                  | Moins de 130 kg hommes                    | David Musuľbes | Victoire 5-2 contre Taymazov             | 1er octobre  |
| Pentathlon moderne     | Individuel hommes                         | Dmitri Svatkovski | 5 376 points                             | 30 septembre |
| Natation synchronisée  | Duo                                       | Olga Brusnikina Maria Kisseleva | 99,580 pts                               | 26 septembre |
| Natation synchronisée  | Groupe                                    | Elena Azarova Olga Brusnikina Maria Kisseleva Olga Novokshchenova Irina Perchina Elena Soia Yulia Vasilieva Olga Vassuoukova Elena Antonova | 99,146 pts                               | 29 septembre |
| Plongeon               | Synchronisé à 3 mètres femmes             | Vera Ilina Ioulia Pakhalina | 332,64 pts                               | 23 septembre |
| Plongeon               | Plateforme synchronisé à 10 mètres hommes | Dmitri Sautin Igor Lukashin | 365,04 pts                               | 23 septembre |
| Tir                    | Pistolet 25 m tir rapide hommes           | Sergei Alifirenko | 687,6 pts                                | 21 septembre |
| Tennis                 | Simple messieurs                          | Ievgueni Kafelnikov | 7-64 / 3-6 / 6-2 / 4-6 / 6-3 contre Haas | 1er octobre  |
| Trampoline             | Individuel femmes                         | Irina Karavaeva | 38,9 pts                                 | 22 septembre |
| Trampoline             | Individuel hommes                         | Aleksandr Moskalenko | 41,7 pts                                 | 23 septembre |

| Sport                   | Discipline                          | Athlète(s) | Performance                         | Date         |
| Médailles d'argent : 28 |                                     | |                                     |              |
| Athlétisme              | Triple saut féminin                 | Tatyana Lebedeva | 15,00 m                             | 24 septembre |
| Athlétisme              | Heptathlon                          | Ielena Prokhorova | 6 531 pts                           | 24 septembre |
| Athlétisme              | Lancer du poids féminin             | Larisa Peleshenko | 19,92 m                             | 28 septembre |
| Athlétisme              | Lancer du marteau féminin           | Olga Kuzenkova | 69,77 m                             | 29 septembre |
| Boxe                    | Poids coqs                          | Raimkul Malakhbekov | Défaite contre Rigondeaux           | 30 septembre |
| Boxe                    | Poids moyens                        | Gaydarbek Gaydarbekov | Défaite contre Gutiérrez            | 30 septembre |
| Boxe                    | Poids lourds                        | Sultan Ibragimov | Défaite contre Savón                | 30 septembre |
| Canoë-kayak             | C1 500 m hommes                     | Maksim Opalev | 2 min 25 s 809                      | 1er octobre  |
| Cyclisme sur piste      | Vitesse individuelle féminine       | Oksana Grichina | Défaite 1 - 2 contre Ballanger      | 20 septembre |
| Gymnastique artistique  | Concours général par équipes femmes | Anastasia Kolesnikova Ekaterina Lobaznyuk Elena Zamolodchikova Elena Produnova Svetlana Khorkina Anna Tschepelewa                                                                                                  | 154,403 pts                         | 19 septembre |
| Gymnastique artistique  | Sol hommes                          | Aleksey Nemov | 9,800 pts                           | 24 septembre |
| Gymnastique artistique  | Saut hommes                         | Aleksey Bondarenko | 9,587 pts                           | 25 septembre |
| Gymnastique artistique  | Poutre femmes                       | Ekaterina Lobazniouk | 9,787 pts                           | 25 septembre |
| Gymnastique artistique  | Sol femmes                          | Svetlana Khorkina | 9,812 pts                           | 25 septembre |
| Judo                    | Moins de 48 kg femmes               | Lioubov Brouletova | Defaite par ippon contre Tamura     | 16 septembre |
| Haltérophilie           | Moins de 63 kg femmes               | Valentina Popova | 235 kg                              | 19 septembre |
| Lutte                   | Moins de 130 kg hommes              | Aleksandr Karelin | défaite 0-1 contre Gardner          | 27 septembre |
| Lutte                   | Moins de 69 kg hommes               | Arsen Gitinov | défaite 4-7 contre Igali            | 1er octobre  |
| Natation                | 100 m nage libre masculin           | Aleksandr Popov | 48 s 69                             | 20 septembre |
| Plongeon                | Synchronisé à 3 mètres hommes       | Dmitri Sautin Alexandre Dobroskok | 329,97 pts                          | 28 septembre |
| Taekwondo               | Plus de 67 kg femmes                | Natalia Ivanova | Défaite contre Zhong                | 30 septembre |
| Tennis                  | Simple dames                        | Elena Dementieva | 2-6 / 4-6 contre Williams           | 1er octobre  |
| Tir                     | Carabine à 10 m hommes              | Artem Khadjibekov | 695,1 pts                           | 18 septembre |
| Tir                     | Carabine 50 m 3 positions femmes    | Tatiana Goldobina | 680,9 pts                           | 20 septembre |
| Tir                     | Skeet femmes                        | Svetlana Demina | 95 pts                              | 21 septembre |
| Volley-ball             | Tournoi féminin                     | Ievguenia Artamonova Anastasia Belikova Lioubov Kılıç Iekaterina Gamova Ielena Godina Tatiana Gratchiova Natalia Morozova Olga Potachova Inessa Korkmaz Elizaveta Tichtchenko Ielena Tiourina Ielena Vassilevskaïa | Défaite 2 - 3 contre Cuba           | 30 septembre |
| Volley-ball             | Tournoi masculin                    | Vadim Khamouttskikh Rouslan Olikhver Valeri Goryushev Igor Choulepov Alekseï Kazakov Ievgueni Mitkov Serguei Tetioukine Roman Iakovlev Konstantin Ouchakov Aleksandr Gerasimov Ilia Saveliev Alekseï Koulechov     | Défaite 0 - 3 contre la Yougoslavie | 1er octobre  |
| Water polo              | Tournoi masculin                    | Irek Zinnurov Dmitri Stratan Revaz Chomakhidze Marat Zakirov Nikolay Kozlov Nikolay Maksimov Andrei Reketchinski Sergey Garbuzov Dmitriy Gorshkov Yuriy Yatsev Roman Balachov Dmitri Dugin Aleksandr Eryshov       | Défaite 6 - 13 contre la Hongrie    | 23 septembre |

| Sport                    | Discipline                       | Athlète(s) | Performance                         | Date         |
| Médailles de bronze : 29 |                                  | |                                     |              |
| Athlétisme               | 20 km marche hommes              | Vladimir Andreïev | 1 h 19 min 27 s                     | 22 septembre |
| Athlétisme               | Lancer du javelot masculin       | Sergey Makarov | 88,67 m                             | 23 septembre |
| Athlétisme               | Triple saut masculin             | Denis Kapustin | 17,46 m                             | 25 septembre |
| Athlétisme               | Saut à la perche masculin        | Maksim Tarasov | 5,90 m                              | 25 septembre |
| Athlétisme               | Saut en longueur féminin         | Tatyana Kotova | 6,83 m                              | 27 septembre |
| Athlétisme               | Relais 4 x 400 m féminin         | Yuliya Sotnikova Svetlana Goncharenko Olga Kotlyarova Irina Privalova Natalia Nazarova Olesya Zykina | 3 min 23 s 46                       | 30 septembre |
| Aviron                   | Quatre de couple féminin         | Oxana Dorodnowa Irina Fedotova Julia Lewina Larisa Merk | 6 min 21 s 65                       | 24 septembre |
| Boxe                     | Poids légers                     | Aleksandr Maletin | Victoire en 1/4 contre Palyani      | 30 septembre |
| Boxe                     | Poids plumes                     | Kamil Djamaludinov | Victoire en 1/4 contre Aguilera     | 1er octobre  |
| Cyclisme sur piste       | Course aux points masculine      | Alexei Markov | 16 pts                              | 20 septembre |
| Cyclisme sur piste       | Course aux points féminine       | Olga Slyusareva | 14 pts                              | 21 septembre |
| Escrime                  | Fleuret individuel masculin      | Dmitriy Shevchenko | Victoire 15 - 14 contre la Ferrari  | 20 septembre |
| Gymnastique artistique   | Concours par équipes masculin    | Aleksey Nemov Maksim Aljoshin Aleksey Bondarenko Nikolay Kryukov Ievgueni Podgorni Dmitri Drevin | 230,019 pts                         | 18 septembre |
| Gymnastique artistique   | Cheval d'arçons hommes           | Aleksey Nemov | 9,800 pts                           | 24 septembre |
| Gymnastique artistique   | Saut féminin                     | Ekaterina Lobazniouk | 9,674 pts                           | 24 septembre |
| Gymnastique artistique   | Barres parallèles hommes         | Aleksey Nemov | 9,800 pts                           | 25 septembre |
| Gymnastique artistique   | Poutre femmes                    | Yelena Produnova | 9,775 pts                           | 25 septembre |
| Gymnastique rythmique    | Épreuve individuelle             | Alina Kabaeva | 39,466 pts                          | 1er octobre  |
| Haltérophilie            | Moins de 94 kg                   | Aleksey Petrov | 402,5 kg                            | 24 septembre |
| Haltérophilie            | Plus de 105 kg                   | Andrey Chemerkin | 462,5 kg                            | 26 septembre |
| Judo                     | Moins de 100 kg hommes           | Yuri Stepkine | Victoire par Ippon contre Guido     | 21 septembre |
| Judo                     | Plus de 100 kg hommes            | Tamerlan Tmenov | Victoire par Ippon contre Tataroğlu | 22 septembre |
| Lutte                    | Moins de 69 kg hommes            | Alexeï Glouchkov | Victoire 5-0 contre Nikitin         | 27 septembre |
| Natation                 | 100 m brasse hommes              | Roman Sludnov | 1 min 0 s 91                        | 17 septembre |
| Plongeon                 | Tremplin à 3 mètres masculin     | Dmitri Sautin | 703,20 pts                          | 26 septembre |
| Plongeon                 | Plateforme 10 mètres masculine   | Dmitri Sautin | 679,26 pts                          | 30 septembre |
| Tir                      | Carabine à 10 m hommes           | Yevgeni Aleinikov | 693,8 pts                           | 18 septembre |
| Tir                      | Carabine 50 m 3 positions femmes | Maria Feklistova | 679,9 pts                           | 20 septembre |
| Water polo               | Tournoi féminin                  | Ekaterina Vassilieva Elena Smurova Elena Tokoun Irina Tolkounova Ioulia Petrova Tatiana Petrova Galina Rytova Maria Koroleva Natalia Koutouzova Svetlana Kouzina Marina Akobia Ekaterina Anikeeva Sofia Konoukh | Victoire 4 - 3 contre les Pays-Bas  | 23 septembre |

| Sport                  |    |    |    | Total |
| Lutte                  | 6  | 2  | 1  | 9     |
| Gymnastique artistique | 5  | 5  | 5  | 15    |
| Athlétisme             | 3  | 4  | 6  | 13    |
| Escrime                | 3  | 0  | 1  | 4     |
| Boxe                   | 2  | 3  | 2  | 7     |
| Plongeon               | 2  | 1  | 2  | 5     |
| Gymnastique rythmique  | 2  | 0  | 1  | 3     |
| Natation synchronisée  | 2  | 0  | 0  | 2     |
| Trampoline             | 2  | 0  | 0  | 2     |
| Tir                    | 1  | 3  | 2  | 6     |
| Tennis                 | 1  | 1  | 0  | 2     |
| Cyclisme sur route     | 1  | 0  | 0  | 1     |
| Handball               | 1  | 0  | 0  | 1     |
| Pentathlon moderne     | 1  | 0  | 0  | 1     |
| Volley-ball            | 0  | 2  | 0  | 2     |
| Canoë-kayak            | 0  | 1  | 0  | 1     |
| Cyclisme sur piste     | 0  | 1  | 2  | 3     |
| Haltérophilie          | 0  | 1  | 2  | 3     |
| Judo                   | 0  | 1  | 2  | 3     |
| Natation               | 0  | 1  | 1  | 2     |
| Water-polo             | 0  | 1  | 1  | 2     |
| Taekwondo              | 0  | 1  | 0  | 1     |
| Aviron                 | 0  | 0  | 1  | 1     |
| Total                  | 32 | 28 | 28 | 89    |

| Jour         |   |   |   | Total |
| 15 septembre | 0 | 0 | 0 | 0     |
| 16 septembre | 1 | 1 | 0 | 2     |
| 17 septembre | 0 | 0 | 1 | 1     |
| 18 septembre | 0 | 1 | 2 | 3     |
| 19 septembre | 1 | 2 | 0 | 3     |
| 20 septembre | 1 | 3 | 3 | 7     |
| 21 septembre | 1 | 1 | 2 | 4     |
| 22 septembre | 1 | 0 | 2 | 3     |
| 23 septembre | 3 | 1 | 2 | 6     |
| 24 septembre | 4 | 3 | 4 | 11    |
| 25 septembre | 2 | 3 | 4 | 9     |
| 26 septembre | 3 | 0 | 2 | 5     |
| 27 septembre | 0 | 1 | 2 | 3     |
| 28 septembre | 1 | 2 | 0 | 3     |
| 29 septembre | 1 | 1 | 0 | 2     |
| 30 septembre | 8 | 5 | 3 | 16    |
| 1er octobre  | 5 | 4 | 2 | 11    |